# Biblioteca Digital del Pensamiento Novohispano
La "Biblioteca Digital del Pensamiento Novohispano" es un proyecto de la Facultad de Filosofía y Letras,  de la Universidad Nacional Autónoma de México (UNAM).  Tiene como propósito la publicación de ediciones críticas de textos impresos y manuscritos editados en la Nueva España durante el siglo XVII.
La BDPN funciona bajo las filosofías de la Web 2.0 al ser concebida como un laboratorio para la investigación de los textos que resguarda, al hacer accesible a estudiantes, académicos e investigadores, su contenido y el permitirles que contribuyan en el desarrollo del proyecto como comentaristas, curadores y paleógrafos.

## Desarrollo de la Biblioteca
Los académicos y estudiosos del mundo novohispano pueden colaborar en la biblioteca haciendo anotaciones y comentando los textos que se encuentran en ella, o pueden subir libros para formar nuevas colecciones.  Mientras que los estudiantes pueden participar en la transcripción de fuentes, la paleografía   documentos y la marcación en  TEI/XML  de los textos digitalizados.

## Obras que se pueden consultar
- "ESPECULACION ASTROLOGICA, Y PHYSICA DE LA NATURALEZA DE LOS COMETAS, Y JUIZIO DEL QUE ESTE Año de 1682 Se vè en todo el Mundo"

Escrito por Gaspar Juan Evelino
- "Lunario Y Prognostico de temporales; Con las Elecciones de Medicina, Phle= Botomia, Navegación, y Agricultura, Por lo que indican los Astros este Año de 1698 Segundo después de Bisiesto. Calculado para el Meridiano de La ciudad de México"

Escrito por Marcos Antonio de Gamboa y Ryano
- "DISCVRSO, Y RELACION COMETOGRAPHIA DEL repentino aborto de los Astros, que sucediò del Cometa que apareció por Diziembre de 1653."

Escrito por Grabiel López de Bonilla
- "DISCURSO COMETOLOGICO, Y RELACION DEL NUEVO COMETA: VISTO en aqueste Hemispherio mexicano, y generalmente en todo el Mundo: el Año de 1680; Y extinguido en este de 81: Observado, y Regulado en este mismo."

Escrito por  Joseph de Escobar Salmerón y Castro
- "Tratado General De Reloxes de Sol"

Escrito por Diego Rodríguez
- "DISCURSO ETHEOROLOGICO DEL NUEVO COMETA, VISTO EN aqueste Hemisferio Mexicano ; y generalmente en todo el mundo. Este Año de 1652."

Escrito por Diego Rodríguez
- "DISCURSO HECHO SOBRE LA SIGNIFICACION DE DOS IMPRESSIONES METEOROLOGICAS que se vieron el Año passado de 1652."

Escrito por Juan Ruiz
- "Copia de una carta del Alferez Don Martin dela Torre tocante a la aparición de un Cometa de los años de 1680, 1681. Carta de Don Martín dela Torre tocante a la aparición de un Cometa de los años de 1680, 1681."

Escrito por Don Martín dela Torre